# Getzner Textil
Die Getzner Textil AG ist ein international tätiger, österreichischer Textilhersteller mit Hauptsitz in Bludenz. Die Getzner Textil AG ist Teil der Holding Getzner, Mutter & CIE. Getzner Textil AG beschäftigt 1047 Mitarbeiter (2022; Getzner Textil Gruppe: 1611 Mitarbeiter).

Turbinenanlage des 1897 eröffneten Mengbachwerks in Nenzing (1909)

Großbrand des fünfstöckigen Fabrikgebäudes der Getzner, Mutter & Cie. in Feldkirch (1902)

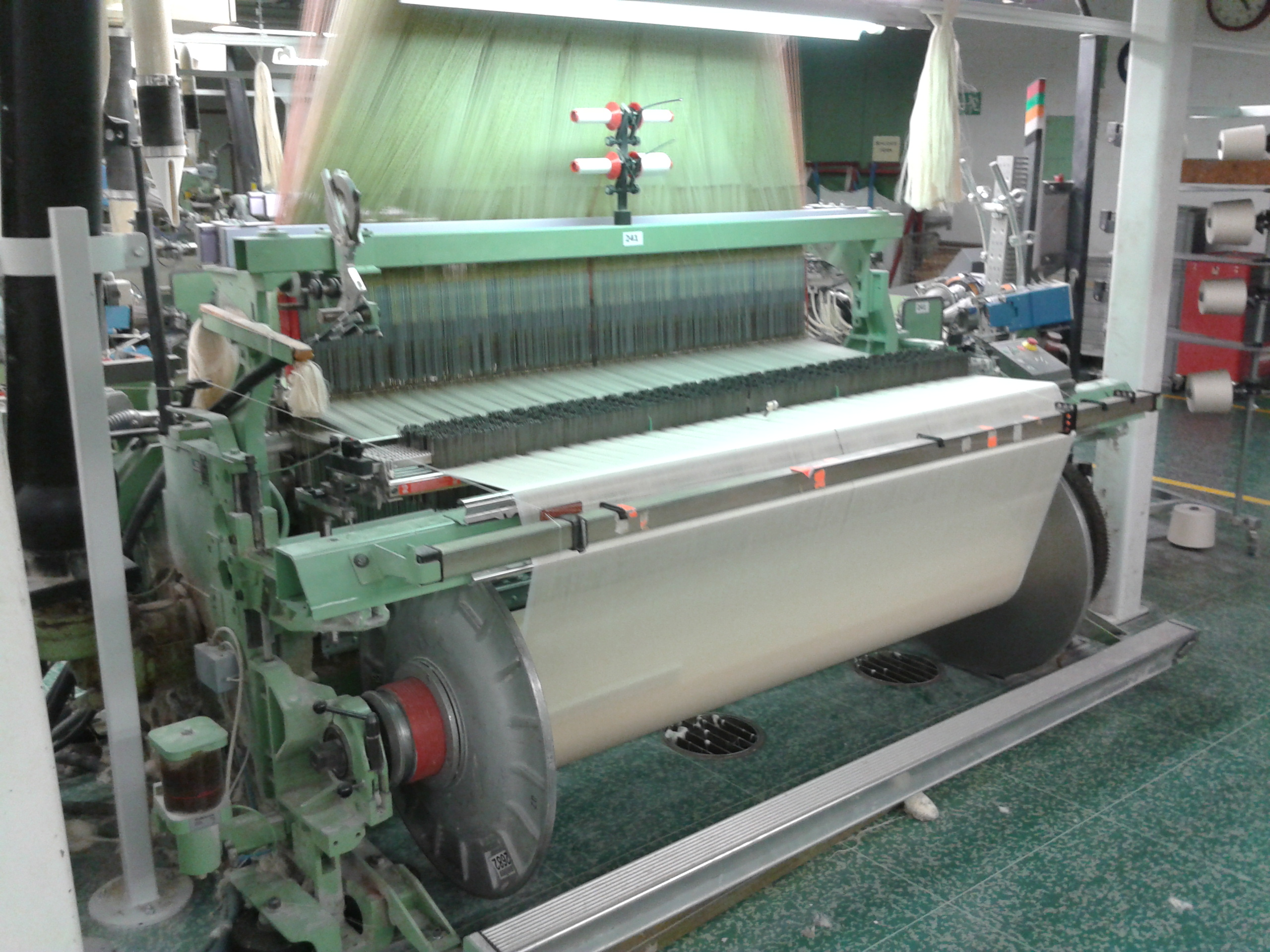
Webmaschine bei Getzner Textil AG in Bludenz (2013)

## Geschichte
Das Unternehmen wurde im Jahr 1818 unter dem Firmennamen Getzner, Mutter & Cie von Christian Getzner, Franz Xaver Mutter und Andreas Gassner gegründet.
Ein Jahr später eröffnete das Unternehmen in Feldkirch die erste Rotfärberei Westösterreichs sowie seine erste Maschinenspinnerei. Im Jahr 1820 beschäftigte es rund 3000 Heimarbeiterinnen für die Spinnerei und Weberei im Raum Bludenz und den angrenzenden Tälern. 1827 wurde der heutige Standort in der Bleichestraße 1 in Bludenz begründet, als das Unternehmen die dortige städtische Bleiche übernahm.
Getzner in Bludenz und Bürs war, wie viele Textilbetriebe der damaligen Zeit, auch ein Pionier der regionalen elektrischen Energiegewinnung und Energieversorgung. Die ursprünglich mechanische Energieumwandlung wurde bei Getzner zum Ende des 19. Jahrhunderts auf Wasserkraftanlagen zur elektrischen Energiegewinnung umgestellt und es wurden neue Elektrizitätswerke gebaut. Als erstes Elektrizitätswerk der Getzner-Unternehmen ging 1897 das Mengbachwerk in Nenzing in Betrieb. Bis etwa 1980 konnte der gesamte Stromverbrauch des Betriebs durch eigene Energiegewinnung abgedeckt werden.
1902 wurde bei einem Großbrand das fünfstöckige Fabrikgebäude der Getzner, Mutter & Cie. am Leonhardsplatz in Feldkirch vernichtet und nicht wieder aufgebaut.
Nach ausgedehnten internationalen Geschäftstätigkeiten des Unternehmens wurde im Jahr 1980 der textile Bereich des Unternehmens in die heute noch bestehende Aktiengesellschaft der Getzner Textil AG ausgelagert.
Ende März 2022 wurde der Produktionsstandort des Bludenzer Kraftwerksbauunternehmens Bertsch Holding in Nüziders von der Getzner Textil AG übernommen.

## Tochterunternehmen
Die Getzner Textil AG verfügt über folgende Tochterunternehmen:
- WR Weberei Russikon AG (Russikon/Schweiz)[6]
- Getzner Textil Weberei GmbH (Gera/Deutschland)
- Getzner Handel GmbH (Lustenau)
- TFE Textil GmbH (Bludenz/Nüziders)
- Kneitz GmbH (Bad Mitterndorf/Österreich)
- E. Schoepf, Stammbach, Deutschland[7]

## Produktion
Die Getzner Textil AG ist Hersteller von Bekleidungsdamasten (Afrika-Damast), Modestoffen für Hemden und Blusen, Corporate Fashion sowie technischen Textilien. Getzner produziert nach eigenen Angaben (2022) mit 710 Webmaschinen, vier Ausrüst- und zwei Färbereibetriebe jährlich etwa 77 Millionen Laufmeter Gewebe und erwirtschaftet damit einen Umsatz von 446 Millionen Euro. Der Exportanteil soll bei rund 95 Prozent liegen (über 60 Länder).

## Zertifizierungen und Auszeichnungen

### Zertifizierungen
Zertifizierungen der Getzner Textil AG im Bereich der Produktion und des Umweltschutzes:
- bluesign
- Oeko-Tex „Standard 100 by Oeko-Tex“, „STeP by Oeko-Tex“, „Made in Green by Oeko-Tex“
- ÖKOPROFIT

### Auszeichnungen
- Bester Arbeitgeber Vorarlbergs (Kategorie: über 300 Mitarbeiter)[9][10]
- Vorarlbergs Familienunternehmen des Jahres (Kategorie: über 300 Mitarbeiter)[11]
- Unternehmen des Jahres 2018 der Textilindustrie, eine vom Fachverband für Textil-, Bekleidung-, Schuh- und Lederindustrie vergebene Auszeichnung.[12]
- Die Prozessabwärmenutzung wurde vom Bundesministerium für Nachhaltigkeit und Tourismus als klima:aktiv-prämiertes Projekt ausgezeichnet.[13][14]

## Energieversorgung

### Elektrizität
Die elektrische Energiegewinnung für das Unternehmen erfolgt seit 1897 in mehreren Kraftwerken:
- Alvierwerk I
- Alvierwerk II
- Klarenbrunn Oberstufe
- Klarenbrunn Unterstufe
- Bleiche, Mengbachwerk (1984 stillgelegt[15])
- Obere Spinnerei
- Untere Spinnerei

Die vier erstgenannten Anlagen waren 2021 in Betrieb.

### Fernwärmenetz
Seit 2001 hat die Fa. Getzner ein eigenes Fernwärmenetz in Betrieb genommen. Damit werden neben dem Eigenbedarf, auch öffentliche Gebäude in der Umgebung versorgt. Unter anderem entstand zwischen 2016 und 2021 eine 900 Meter lange Fernwärmetrasse zur Beheizung des Frei- und Hallenbades ValBlu mit Produktionsabwärme. 
Die Wärmequellen sind Kompressoren und Rauchgaswärmetauscher der Dampfkesselanlagen.
Technische Daten des Fernwärmenetzes:
- Wärmeeintrag ins Fernwärmenetz: 6.200.000 kWh/Jahr (100 %),
- davon für öffentliche Gebäude: 3.000.000 kWh/Jahr (48,4 %),
- Eigenverbrauch: 3.200.000 kWh/Jahr (51,6 %),
- Investitionskosten: 800.000 Euro (davon 170.000 Euro gefördert).